# Förtroende
Förtroende (även tillit eller tilltro) är övertygelsen hos någon om någon annans vilja att utföra en – positiv – handling. Någons förtroende kan vara högt i situationer där den andra personen visat sig vara pålitlig och sannolikheten hög för att en planerad handling kommer att ske. 
Den som sätter tilltro till att en handling kommer att ske, har skett eller är sann har ingen kontroll över processen men anser sig ha fog för att kunna lita på det hela. Den som litar kan bara utvärdera sina förväntningar, baserat på den andra personens motiv och situationens karaktär. En handling eller utveckling med hög chans till att besannas kan betecknas som tillförlitlig eller sannolik.
De olika nyanserna hos förtroendet forskas kring inom olika samhällsvetenskaper. Inom sociologin och psykologin behandlas graden av tillit mellan två personer som mått på tilltron till den andra personens ärlighet, rättvisa sinnelag eller välvilja gentemot den första personen. Man kan sätta hög tilltro eller vara övertygad om någons kompetens i att utföra en tilltänkt handling. En utebliven handling, eller misslyckande i att utföra en handling, kan lättare överses med såsom ett tecken på bristande kompetens, än om misslyckandet är ett resultat av bristande välvilja eller ärlighet.
Högt förtroende personer och deras handlingar kan skänka trygghet.
Inom ekonomin ses förtroende ofta som tillförligheten hos en transaktion.